# Nhà hát Napięcie
Nhà hát Napięcie (tiếng Ba Lan: Teatr Napięcie) là một nhà hát được thành lập năm 2005 tại Łódź, Ba Lan, bởi Łukasz Pięta. Napięcie chủ yếu tạo ra các vở kịch toàn thời gian, cho phép tìm ra sự tương đương có thể điều chỉnh (trong di chuyển, từ ngữ và cấu trúc bối cảnh) với thực tế bị ảnh hưởng bởi giấc mơ và điểm yếu của não / cơ thể. Từ năm 2007, họ đã cho thiết kế các hiệu ứng tiềm thức và tín hiệu trên sân khấu nhà hát. Kể từ tháng 10 năm 2008, nhà hát đã tổ chức một loạt các hoạt động và sự kiện sân khấu (biểu diễn, kịch, v.v.) được gọi là Dynamofaza Wittenberga (Giai đoạn năng động của Wittenberg), một hành động nhằm tạo ra cái gọi là 'nhà hát đối kháng' - là một sự thay thế thực sự cho văn hóa thay thế hiện thực, không thực tế.
Các thành viên của nhà hát chưa được quyết định là những ai (và có thể họ sẽ không bao giờ làm điều đó). Đó là một hiệu ứng của quyết định có ý thức không lặp lại cùng một ý tưởng trong các vở kịch khác nhau. "Quy tắc" duy nhất của nhà hát này là tung hứng với các quy ước sân khấu (ví dụ như nhà hát biệt thự hoặc quán rượu hiện đại).

## Vở kịch
- Zawieszenie (2006) - Đình chỉ
- Przewodnik dla bezdomnych (2007) - Hướng dẫn ngắn cho người vô gia cư
- Salon lenistwa (2007) - Phòng trưng bày của sự bất lịch sự
- Pneuma (2007) - Pneuma
- Reżim Lalek (2007/2008) - Chế độ bù nhìn
- Lewa strona, prawa strona (2008) - Bên trái, Bên phải
- Uczta (2008) - Lễ
- Opera Dożynki (2009 - đang tiến hành) - Lễ hội thu hoạch
- Mitologiczny Cyrk doktora Papa-Geno (2010) - Rạp xiếc thần thoại của bác sĩ Papa-Geno